# 2022 FIFAワールドカップ・ヨーロッパ予選グループE
2022 FIFAワールドカップ・ヨーロッパ予選グループEは、カタールで行われる2022 FIFAワールドカップ出場チームを決定するための予選のうち、欧州サッカー連盟 (UEFA) 加盟協会を対象としたヨーロッパ予選（一次予選）10グループのうちの1つ。ベラルーシ、ベルギー、チェコ共和国、エストニア、ウェールズの5協会で構成されている。ラウンドロビン形式のホーム・アンド・アウェー2回戦総当たりで対戦する。
グループ最上位チームはワールドカップ本大会出場が決定し、グループ2位のチームは2次予選に進みUEFAネーションズリーグ2020-21成績上位2チームを加えた12チームで3グループのトーナメントを戦い、各勝者が本大会出場権を得る。

## 順位表
| 順 | チーム     | 試 | 勝 | 分 | 敗 | 得 | 失 | 差  | 点 | 出場権                                  |     | ベルギー | ウェールズ | チェコ | エストニア | ベラルーシ |
| -- | ---------- | -- | -- | -- | -- | -- | -- | --- | -- | --------------------------------------- | --- | -------- | ---------- | ------ | ---------- | ---------- |
| 1  | ベルギー   | 8  | 6  | 2  | 0  | 25 | 6  | +19 | 20 | 2022 FIFAワールドカップ出場             |     | —        | 3–1        | 3–0    | 3–1        | 8–0        |
| 2  | ウェールズ | 8  | 4  | 3  | 1  | 14 | 9  | +5  | 15 | 2次予選進出                             |     | 1–1      | —          | 1–0    | 0–0        | 5–1        |
| 3  | チェコ     | 8  | 4  | 2  | 2  | 14 | 9  | +5  | 14 | 2次予選進出（UNL2020-21の結果に基づく） |     | 1–1      | 2–2        | —      | 2–0        | 1–0        |
| 4  | エストニア | 8  | 1  | 1  | 6  | 9  | 21 | −12 | 4  |                                         |     | 2–5      | 0–1        | 2–6    | —          | 2–0        |
| 5  | ベラルーシ | 8  | 1  | 0  | 7  | 7  | 24 | −17 | 3  |                                         | 0–1 | 2–3      | 0–2        | 4–2    | —          |            |

## 試合
対戦カードは、抽選の翌日の2020年12月8日にUEFAによって確認された。時間は特記なき限り中央ヨーロッパ時間(CET, UTC+1) / 中央ヨーロッパ夏時間(CEST, UTC+2) 表記 （現地時間が異なる場合は括弧内に表記）。
| 2021年3月24日 20:45 |

| ベルギー                                               | 3 – 1                       | ウェールズ      |
| デ・ブライネ 22分 · アザール 28分 · ルカク 73分 (pen.) | Report (FIFA) Report (UEFA) | ウィルソン 11分 |

| デン・ドリーフ, ルーヴェン · 観客数: 0 · 主審: ジュネイト・チャクル ( トルコ) |

| 2021年3月24日 20:45 |

| エストニア                    | 2 – 6                       | チェコ                                                                    |
| サピネン 12分 · アニエル 86分 | Report (FIFA) Report (UEFA) | シック 18分 · バラーク 27分 · ソウチェク 32分, 43分, 48分 · ヤンクト 56分 |

| アレーナ・ルブリン, ルブリン (ポーランド) · 観客数: 0 · 主審: アナスタシオス・パパペトロウ ( ギリシャ) |

| 2021年3月27日 18:00 (20:00 UTC+3) |

| ベラルーシ                                                           | 4 – 2                       | エストニア          |
| リサコヴィチ 45分 (pen.), 83分 · ケンディシュ 64分 · サヴィツキ 81分 | Report (FIFA) Report (UEFA) | アニエル 31分, 55分 |

| ディナモ・スタジアム, ミンスク · 観客数: 3,611 · 主審: ロバート・ヘネシー ( アイルランド) |

| 2021年3月27日 20:45 |

| チェコ          | 1 – 1                       | ベルギー    |
| プロヴォド 50分 | Report (FIFA) Report (UEFA) | ルカク 60分 |

| シノー・ティップ・アレナ, プラハ · 観客数: 0 · 主審: ウィリー・コルム ( スコットランド) |

| 2021年3月30日 20:45 |

| ベルギー | 8 – 0                       | ベラルーシ |
| バチュアイ 14分 · ファナーケン 17分, 89分 · トロサール 38分, 74分 · ドク 42分 · プラート 49分 · ベンテケ 70分 | Report (FIFA) Report (UEFA) |            |

| デン・ドリーフ, ルーヴェン · 観客数: 0 · 主審: ドナタス・ラムサス ( リヒテンシュタイン) |

| 2021年3月30日 20:45 (19:45 UTC+1) |

| ウェールズ      | 1 – 0                       | チェコ |
| ジェームズ 82分 | Report (FIFA) Report (UEFA) |        |

| カーディフ・シティ・スタジアム, カーディフ · 観客数: 0 · 主審: オヴィディウ・ハツェガン ( ルーマニア) |

| 2021年9月2日 20:45 |

| チェコ        | 1 – 0                       | ベラルーシ |
| バラーク 34分 | Report (FIFA) Report (UEFA) |            |

| メストスキー・スタディオン, オストラヴァ · 観客数: 7,218 · 主審: スルジャン・ヨヴァノヴィッチ ( セルビア) |

| 2021年9月2日 20:45 (21:45 UTC+3) |

| エストニア               | 2 – 5                       | ベルギー                                                              |
| カイト 2分 · ソルガ 83分 | Report (FIFA) Report (UEFA) | ファナーケン 22分 · ルカク 29分, 52分 · ヴィツェル 65分 · フォケ 76分 |

| ア・ル・コック・アレーナ, タリン · 観客数: 6,685 · 主審: ギジェルモ・クアドラ・フェルナンデス ( スペイン) |

| 2021年9月5日 15:00 (16:00 UTC+3) |

| ベラルーシ                                    | 2 – 3                       | ウェールズ                             |
| リサコヴィチ 29分 (pen.) · セドコ 29分 (pen.) | Report (FIFA) Report (UEFA) | ベイル 6分 (pen.), 69分 (pen.), 90+3分 |

| セントラル・スタジアム, カザン (ロシア) · 観客数: 0 · 主審: ジョルジ・クルアシュビリ ( ジョージア) |

| 2021年9月5日 20:45 |

| ベルギー                                         | 3 – 0                       | チェコ |
| ルカク 8分 · アザール 41分 · サレマーカーズ 65分 | Report (FIFA) Report (UEFA) |        |

| ボードゥアン国王競技場, ブリュッセル · 観客数: 21,416 · 主審: マイケル・オリヴァー ( イングランド) |

| 2021年9月8日 20:45 (21:45 UTC+3) |

| ベラルーシ | 0 – 1                       | ベルギー      |
|            | Report (FIFA) Report (UEFA) | プラート 33分 |

| セントラル・スタジアム, カザン (ロシア) · 観客数: 0 · 主審: パウエル・ラクツコウスキー ( ポーランド) |

| 2021年9月8日 20:45 (19:45 UTC+1) |

| ウェールズ | 0 – 0                       | エストニア |
|            | Report (FIFA) Report (UEFA) |            |

| カーディフ・シティ・スタジアム, カーディフ · 観客数: 21,624 · 主審: ルディ・ブケ ( フランス) |

| 2021年10月8日 20:45 |

| チェコ                                   | 2 – 2                       | ウェールズ                      |
| ペシェク 38分 · （ウォード） 49分 (o.g.) | Report (FIFA) Report (UEFA) | ラムジー 36分 · ジェームズ 69分 |

| シノー・ティップ・アレナ, プラハ · 観客数: 16,856 · 主審: デニス・アイテキン ( ドイツ) |

| 2021年10月8日 20:45 (21:45 UTC+3) |

| エストニア                    | 2 – 0                       | ベラルーシ |
| ソルガ 58分 · ゼニョフ 90+3分 | Report (FIFA) Report (UEFA) |            |

| ア・ル・コック・アレーナ, タリン · 観客数: 3,597 · 主審: ムハンマド・アル＝ハキム ( スウェーデン) |

| 2021年10月11日 20:45 (21:45 UTC+3) |

| ベラルーシ | 0 – 2                       | チェコ                        |
|            | Report (FIFA) Report (UEFA) | シック 22分 · フロジェク 65分 |

| セントラル・スタジアム, カザン (ロシア) · 観客数: 0 · 主審: フランソワ・ルテクシエ ( フランス) |

| 2021年10月11日 20:45 (21:45 UTC+3) |

| エストニア | 0 – 1                       | ウェールズ  |
|            | Report (FIFA) Report (UEFA) | ムーア 12分 |

| ア・ル・コック・アレーナ, タリン · 観客数: 5,118 · 主審: サンドロ・シェーラー ( スイス) |

| 2021年11月13日 20:45 |

| ベルギー                                        | 3 – 1                       | エストニア            |
| ベンテケ 11分 · カラスコ 53分 · T.アザール 74分 | Report (FIFA) Report (UEFA) | エリック・ソルガ 70分 |

| ボードゥアン国王競技場, ブリュッセル · 観客数: 29,865 · 主審: ハリル・ウムット・メレル ( トルコ) |

| 2021年11月13日 20:45 (19:45 UTC±0) |

| ウェールズ                                                                          | 5 – 1                       | ベラルーシ        |
| ラムジー 3分, 50分 (pen.) · ウィリアムズ 20分 · B.デイヴィス 77分 · C.ロバーツ 89分 | Report (FIFA) Report (UEFA) | コンツェボイ 87分 |

| カーディフ・シティ・スタジアム, カーディフ · 主審: マウリツィオ・マリアーニ ( イタリア) |

| 2021年11月16日 20:45 |

| チェコ                      | 2 – 0                       | エストニア |
| ブラベツ 59分 · シコラ 85分 | Report (FIFA) Report (UEFA) |            |

| レトナ・スタジアム, プラハ · 観客数: 10,076 · 主審: オレル・グリンフェルド ( イスラエル) |

| 2021年11月16日 20:45 (19:45 UTC±0) |

| ウェールズ  | 1 – 1                       | ベルギー          |
| ムーア 32分 | Report (FIFA) Report (UEFA) | デ・ブライネ 12分 |

| カーディフ・シティ・スタジアム, カーディフ · 観客数: 32,343 · 主審: アルトゥール・ソアレス・ディアス ( ポルトガル) |